# Mory Kanté
Mory Kanté (ur. 29 marca 1950 w Albadaria, Kissidougou, zm. 22 maja 2020 w Konakry) – gwinejski wokalista i muzyk grający na instrumencie kora. Popularność Kanté zawdzięcza przebojowi z roku 1987 pt: „Yé ké yé ké”.
W wieku siedmiu lat został wysłany do Mali, gdzie poznał tradycję plemienną oraz uczył się gry na korze. W wieku 15 lat przeniósł się do Bamako, gdzie występował w zespole The Rail Band. W wieku 22 lat odszedł do innego zespołu – The Ambassadeurs.
W 1977 Mory Kanté założył 35-osobowy zespół Les Milieus Branches, który wykonywał muzykę w stylu soulu pomieszanego z R&B. Les Milieus Branches współpracował z producentem Abdouaye Soumarem. W 1981 roku zespół wydał album Courougnegne, które cieszyło się popularnością w Afryce i w Europie. W 1982 Kanté przeniósł się do Paryża.
W 1984 Mory Kanté wydał album Mory Kanté a Paris. W 1987 wydał swój największy przebój – „Ye Ke Ye Ke”. W 1990 roku ukazał się album Touma, w 1991 Nongo Village, a w 1997 Un Amour de Prix.

## Dyskografia
Źródła: 
- Mory Kante (1982)
- À Paris (1984)
- 10 Cola Nuts (1986)
- Akwaba Beach (1987)
- Salif Keita & Mory Kante (1988)
- Touma (1990)
- Nongo Village (1993)
- Tatebola (1996)
- Un Amour de Prix (1997)
- Tamala (2001)
- Sabou (2004)
- Yeke Yeke 2011 (2011)
- La Guinéenne (2012)
- Untitled